# Malayan Peoples’ Anti-Japanese Army
Die Malayan People’s Anti-Japanese Army (MPAJA) war eine Widerstandsgruppierung auf der malaiischen Halbinsel, die einen Guerillakrieg gegen die japanischen Besatzer während des Pazifikkriegs führten. Nach Kriegsende wandten sie sich unter der Führung der Kommunistischen Partei Malaysias gegen die britischen Kolonialherren und nannten sich Malayan Races Liberation Army (MRLA). Sie führten ihren Unabhängigkeitskampf bis Ende der 1950er Jahre.
Im Rahmen der Planungen einer Verteidigung gegen ein japanisches Vordringen nach Südostasien und damit auch auf die malaiische Halbinsel, eröffneten die Briten im Mai 1941 eine Auslandsmission in Singapur. Von dort planten sie Gegenaktionen in vom Feind besetzten Gebieten. Zu den dafür vorgesehenen Gruppierungen gehörten auch die Überseechinesen, die ein spezielles Training durchliefen. Kurz vor dem Fall Singapurs im Februar 1942 schickten die Briten die Chinesen in den Dschungel, damit diese von dort aus gegen die japanische Armee einen Guerillakampf führen sollten. Den Chinesen schlossen sich auch einige der überlebenden Europäer an, sowie Reste der freiwilligen Überseearmee Chinas (→ Dalforce).
Insgesamt bestand die MPAJA aus elf Bataillonen mit rund 13.000 Kämpfern. Als im Mai 1943 die britische Force 136 bei Segari in Perak landete, gelang ihr etwa drei Monate später eine Kontaktaufnahme zur MPAJA. Im November des Jahres unterzeichneten Vertreter der MPAJA und der Briten ein Abkommen, das den Kämpfern der MPAJA Unterstützung hinsichtlich Nachschublieferungen an Waffen, Munition und sonstigen Materialien zusicherte. Zudem wurden MPAJA-Angehörige von britischen Ausbildern militärisch trainiert. Die MPAJA wurde dem Oberkommandierenden Südostasiens, Lord Louis Mountbatten unterstellt.
Im Februar 1945 sprangen weitere britische Soldaten der Force 136 über der malaiischen Halbinsel ab, um die Rückeroberung vorzubereiten. Doch noch bevor ein großangelegter Aufstand stattfinden konnte, kapitulierten die Japaner und der Krieg war beendet.
Die Angehörigen der MPAJA kamen nach Kriegsende aus dem Dschungel, brachen mit den Briten und begannen einen Freiheitskampf unter dem Oberkommando der malaiischen Kommunisten. Sie besetzten Dörfer und Städte mit dem Ziel, eine eigenständige malaiische Regierung zu bilden. Erst nachdem der britische Oberst John Davies (Colonel) mit dem Führer der Kommunisten Chin Peng zweimonatige, langwierige Verhandlungen geführt hatte, ließ sich die MPLA am 1. Dezember 1945 entwaffnen. Jeder Kämpfer bekam 350 $ als Entschädigungszahlung und die MPAJA wurde offiziell aufgelöst.
Im Mai 1948 verließen die wichtigsten Führer der malaiischen Kommunisten Singapur, um in der malaiischen Föderation ihren Kampf wieder aufzunehmen. Viele ehemalige MPAJA-Mitglieder wurden wieder angeworben. Der Kampf dauerte fast zwölf Jahre.